# Мадонна з канделябрами
«Мадонна з канделябрами» — картина круглого формату, створена в майстерні італійського художника доби Відродження Рафаеля в Римі в період між 1513—1514 роками. Вважається роботою Рафаеля і його помічників.

## Опис і інтерпретація
На картині зображені Діва Марія з дитям Христом і два ангели. Канделябри по боках — рідкісний мотив, що відсилає до давніх римських імператорів і є символічним представленням Христа і Марії, як царя і цариці небес. Характер світлотіні і лагідна кольорова гамма надають персонажам м'яких і делікатних рис.
Дослідники вважають, що ангели були виконані помічниками Рафаеля.

## Власники
До 1693 року «Мадонна з канделябрами» перебувала в колекції князів Боргезе в Палаццо Боргезе (Рим). Потім замінила декількох власників і у 1901 році була придбана Генрі Волтерсом. У 1931 році передана за заповітом у складі колекції Волтерсів Художньому музею Волтерс в Балтиморі, де зберігається в теперішній час.